# Новая Сотня
Новая Сотня — хутор в Ольховатском районе Воронежской области России.
Входит в состав Копанянского сельского поселения.

## География

### Улицы
- ул. Дорожная

## Население
| 2010 |
| ---- |
| 169  |